# Smicropus ochra
Smicropus ochra är en fjärilsart som beskrevs av Druce 1899. Smicropus ochra ingår i släktet Smicropus och familjen mätare. Inga underarter finns listade i Catalogue of Life.